# Storia dell'Uruguay
La Storia dell'Uruguay riguarda le vicende storiche del paese sudamericano dalla Preistoria fino al Ventunesimo secolo.

## Epoca precolombiana
Testimonianze archeologiche dimostrano che l'attuale territorio dell'Uruguay era già popolato migliaia di anni prima dell'arrivo degli europei. La regione dell'Uruguay era abitata da amerindiani nomadi di varie tribù tra cui Guaranì, Charrúa e altri.

## Colonizzazione spagnola
Gli spagnoli arrivarono in Uruguay già nel 1516. Nel 1527 Sebastiano Caboto, al servizio della monarchia spagnola, costruì il primo accampamento fortificato nella costa orientale del Río de la Plata. Nel 1574 Juan Ortiz de Zárate fondò nelle vicinanze del forte di Caboto la prima città europea chiamata San Salvador, che si trova nell'attuale cittadina di Dolores. Qualche decennio dopo, nel 1624, i missionari gesuiti iniziarono a costruire la reducción di Santo Domingo Soriano ai margini del Rio Negro, quasi alla confluenza con il Rio Uruguay.
Per la forte resistenza delle popolazioni indigene, oltre alla mancanza di metalli preziosi, il territorio dell'attuale Uruguay fu scarsamente popolato fino a tutto il Seicento.
Alla fine del Seicento i portoghesi iniziarono a violare palesemente il Trattato di Tordesillas, in particolare con la fondazione della Colonia do Sacramento proprio di fronte a Buenos Aires. Agli inizi del Settecento la presenza portoghese iniziò a farsi più invadente: nel 1723 Manuel de Freytas Fonseca iniziò a costruire un forte dove sorge l'attuale città di Montevideo. L'anno successivo gli spagnoli, con una spedizione proveniente da Buenos Aires, riuscirono a scacciare i portoghesi dalla zona. Nel 1726 il capitano spagnolo Bruno Mauricio de Zabala fondò ufficialmente Montevideo. Nel 1749 venne nominato José Joaquín de Viana come primo governatore di Montevideo, il quale assunse la carica nel 1751. Contesa fra spagnoli e portoghesi per gran parte del Settecento, il possesso della Banda Oriental venne regolata dal Trattato di San Ildefonso del 1777 con il quale si stabilì che la parte meridionale, cioè l'attuale Uruguay, passasse sotto dominio spagnolo, mentre la parte settentrionale, vale a dire gli attuali stati di Rio Grande do Sul, Paranà e Santa Catarina, andassero in mani portoghesi. Nel 1777 venne creata una nuova entità: il Vicereame del Rio della Plata di cui comprendeva, oltre all'attuale Uruguay, anche l'Argentina, la Bolivia, il Paraguay e parte del Brasile meridionale e del Cile.
Nel 1806-1807 la Gran Bretagna tentò di annettersi il Vicereame della Plata, ma venne sconfitta. Nel 1810 a Buenos Aires scoppiò la Rivoluzione di Maggio.

## Lotta per l'indipendenza
Nel 1811, dopo lo scoppio della Rivoluzione di maggio a Buenos Aires, José Gervasio Artigas lanciò la rivolta contro la Spagna. Nella battaglia di Las Piedras le truppe spagnole vennero sconfitte. Nel 1814 Artigas creò la Liga Federal di cui divenne protettore. Il governo di Buenos Aires concordò con il governo portoghese di ritirare le truppe rivoluzionarie dalla Banda oriental. In seguito i portoghesi occuparono gli attuali stati brasiliani del Rio grande do Sul e Santa Catarina. Artigas, con grande difficoltà, riconobbe il patto. Ci fu anche un esodo delle popolazioni dalla Banda Oriental che sgombrarono il territorio, eccetto la città di Montevideo, per ricollocarsi nei pressi del ruscello Ayuí Grande nell'attuale cittadina argentina di Concordia. Nel 1814 aumentò lo scontro tra governo di Buenos Aires e la Liga Federal di Artigas.

## La Provincia Cisplatina e la guerra del Brasile
Nell'agosto del 1816 le truppe luso-brasiliane al comando di Carlos Frederico Lecor invasero la Provincia Oriental del Rio de la Plata. Artigas continuò la lotta nelle campagne, ma venne sconfitto definitivamente nella battaglia di Tacuarembó nel gennaio del 1820. Nel 1821 l'attuale territorio venne annesso al Regno Unito di Portogallo, Brasile e Algarve. L'Uruguay venne ribattezzato come Provincia Cisplatina (cioè "al di qua del Rio de la Plata"). Il Brasile intendeva annettersi anche le attuali province argentine di Corrientes e Entre Ríos e formare anche una Provincia Transplatina (cioè "al di là del Rio de la Plata").
Nel 1825 un gruppo di rioplatensi, con l'appoggio del governo di Buenos Aires, chiamati i Treinta y Tres Orientales con a capo Juan Antonio Lavalleja, ritornò nella Banda Oriental per espellere i brasiliani. Intanto il generale Fructuoso Rivera propose di cedere ai brasiliani la parte nordiorentale della Banda Oriental in cambio della pace. Nell'agosto del 1825 il congresso di Florida deliberò di rendersi indipendente dal Brasile e di tornare a far parte dell'Argentina.
Dopo una guerriglia di tre anni le truppe della Banda Oriental, assieme a quelle dell'Argentina, sconfissero i brasiliani nella battaglia di Ituzaingó. Tuttavia nei preliminari di pace dell'agosto del 1828, con la supervisione dei britannici, venne stabilita la creazione di uno stato indipendente nella Banda Oriental, che corrisponde all'attuale Uruguay. Nonostante la sconfitta il Brasile riuscì a mantenere gran parte del territorio un tempo ricadente sotto l'influenza dell'Impero coloniale spagnolo.

## Indipendenza e Guerra Grande
La prima costituzione nazionale venne adottata nel 1830, con la quale il nuovo paese si dava il nome di Estado Oriental del Uruguay. Primo presidente del nuovo stato fu Fructuoso Rivera. Successore di Rivera nel 1834 fu Manuel Oribe. La vita politica nei primi anni di vita dell'Uruguay venne dominata da due fazioni: i blancos, conservatori, capeggiati da Oribe, e i colorados, liberali con a capo Rivera. In questi anni le vicende politiche di argentina e Uruguay si intrecciavano: mentre i blancos erano alleati del Partido Federal argentino, i colorados lo erano con il Partido Unitario. Nella battaglia di Carpinteria del settembre del 1836 le forze lealiste di Oribe sconfissero i rivoluzionari di Rivera. Nel 1838, grazie anche all'appoggio francese e agli esuli argentini del Partito Unitario, l'esercito di Rivera riuscì a scacciare Il presidente Oribe. Nel 1839 Rivera dichiarò guerra all'Argentina di Juan Manuel de Rosas alleata di Oribe. Iniziava così la Guerra Grande tra Argentina e Uruguay, che durò tredici anni. Nel 1840 un esercito di unitarios tentò di invadere l'Argentina, ma senza successo. Nel 1842 l'Argentina invase l'Uruguay, conquistando gran parte del paese, eccetto la capitale, che restò in mano ai liberali. L'assedio di Montevideo durò nove anni. I liberali uruguayani chiesero aiuto ai residenti stranieri. Si formò anche una legione di volontari italiani di cui fece parte anche Giuseppe Garibaldi. Nel frattempo le truppe dell'Impero del Brasile, dopo aver schiacciato la Repubblica Riograndense, fecero una serie di incursioni in territorio uruguayano. Nel 1849, sotto pressione franco-britannica, Rosas fu obbligato a evacuare le sue truppe dall'Uruguay. Nonostante ciò Oribe riuscì a tenere ancora l'assedio su Montevideo. Nel 1851 Justo José de Urquiza, governatore della provincia argentina di Entre Rios, si ribellò contro Rosas e assieme agli Unitarios argentini, alle truppe brasiliane e ai colorados dell'Uruguay. Urquiza riuscì a sconfiggere Oribe, liberando Montevideo dal lungo assedio. In seguito Urquiza riuscì a sconfiggere anche Rosas nella battaglia di Caseros.

## Modernizzazione e militarismo
Dopo il 1855 scoppiarono nuovi conflitti tra le parti. Grazie all'aiuto di Brasile e Argentina, nel 1863 Venancio Flores riuscì a spodestare il presidente Bernardo Prudencio Berro a sua volta aiutato dal presidente paraguayano. Il presidente paraguayano Francisco Solano López dichiarò guerra all'Uruguay. L'attacco paraguayano portò alla Guerra della triplice alleanza, con la quale Uruguay, Argentina e Brasile si coalizzarono contro il Paraguay. Il presidente Flores vinse la guerra, ma a caro prezzo poiché perse il 95% delle sue truppe. Nel 1868 Flores venne assassinato, successore fu Lorenzo Batlle. Sotto la presidenza di Batlle (1868-1872), nonché quelle di José Ellauri (1872-1875) e Pedro Varela (1875), l'Uruguay fu sconvolto da una forte crisi economica e politica, culminata con la Rivoluzione delle Lance e la rivolta di Timoteo Aparicio.
Nel 1876 l'alta borghesia uruguayana, desiderosa di stabilità economica e politica, affidò al colonnello Lorenzo Latorre il governo provvisorio dell'Uruguay. Il governo latorrista si prefiggeva il raggiungimento della pace sociale, l'ordine e l'affermazione della proprietà privata. Il colonnello Latorre iniziò la modernizzazione dell'esercito — dotandolo dei fucili Remington e Mauser — e dello stesso paese, con la costruzione degli impianti telegrafici e delle vie ferrate. Altre innovazioni si imposero in campo amministrativo, educativo e in particolare giuridico, con l'approvazione del codice civile e del codice penale.

## La «Svizzera dell'America»
Negli ultimi anni dell'Ottocento l'Uruguay riuscì a consolidare le istituzioni democratiche e a raggiungere un livello di benessere paragonabile a quello degli stati europei. Da questi fattori derivò il mito dell'Uruguay come la «Svizzera dell'America». La ricchezza economica dell'Uruguay fu tratta principalmente dalle esportazioni di carni e lana.
Agli inizi del Novecento, sotto il governo di José Batlle y Ordóñez (1903-1907 e 1911-1915), furono avviate importanti riforme come la nascita di uno stato sociale moderno, l'intervento dello stato nell'economia e l'approvazione di norme sul diritto al lavoro.
Nel 1903-1904 Aparicio Saravia fu a capo di una sollevazione contro il potere centrale, la cosiddetta rivoluzione uruguaiana del 1904, definitivamente sconfitta dal governo di José Batlle y Ordóñez nella battaglia di Mansoller.
Durante la prima guerra mondiale, anche se non partecipò mai a operazioni belliche, l'Uruguay dichiarò guerra all'Impero tedesco, rompendo le relazioni diplomatiche.

## Dittatura di Gabriel Terra
Dopo un colpo di Stato, nel 1931 Gabriel Terra instaurò un governo autoritario, conservatore e illiberale. La libertà di stampa venne soppressa. Nel 1934 venne instaurata una costituzione in cui il potere venne accentrato nel presidente della repubblica. Nel 1935 l'Uruguay ruppe le relazioni diplomatiche con l'Unione Sovietica. D'altro canto riconobbe già nel 1936 il governo di Francisco Franco. Terra restò presidente dell'Uruguay fino al 1938. Durante la seconda guerra mondiale l'Uruguay ruppe le relazioni con la Germania nazista e i suoi alleati dell'Asse. Tra gli anni Quaranta e Cinquanta in Uruguay iniziò un periodo di recessione economica, che vide la fine definitiva della «Svizzera dell'America».